# Batalha de Uclés
A batalha de Uclés de 1108 foi travada na localidade espanhola de Uclés (Cuenca), a 29 de maio de 1108, entre as tropas cristãs de Afonso VI de Leão e Castela e as almorávidas de Iúçufe ibne Taxufine, com a derrota das primeiras.

## Antecedentes
O caudilho almorávida Iúçufe ibne Taxufine, que já derrotara Afonso VI na batalha de Zalaca em 1086, teve de regressar para a África por causa da morte do seu filho, pelo qual não pôde aproveitar adequadamente a vitória conseguida em tal batalha. Outras quatro vezes cruzou o estreito. Na segunda vinda, em 1088, aconteceu o cerco de Aledo, o qual se tornou num rotundo insucesso. Na terceira, em 1090, foram destituídos os reis de taifas de Granada, Córdova, Sevilha, Málaga, e Badajoz. Na quarta vinda, travou-se a batalha de Consuegra (1097), na qual Afonso VI voltou a ser derrotado e faleceu o filho de El Cid. Nesta época, os Almorávidas conquistaram Valência (1102) e conseguiram uma importante via de penetração para o interior peninsular. Na quinta vinda de Iúçufe, em 1103, travou-se a batalha de Salatrices (1106) na qual Afonso VI foi ferido numa perna.

## A marcha para Uclés
Em setembro de 1106 faleceu Iúçufe e foi sucedido pelo seu filho Ali ibne Iúçufe, que decidiu prosseguir a tarefa bélica iniciada pelo pai.
Após diversos ataques contra os condados catalães, decidiu atacar o reino castelhano-leonês pelo seu flanco leste, escolhendo Uclés como primeiro objetivo.
Uclés era um ponto estratégico celtibero, posteriormente romanizado e que era chamado Pago Oculense, daí Uclés, em árabe Uklis. Ao desaparecer Segóbriga, passou a capitalidade da cora (região) a Santavéria (Celtibéria) e Uclés tornou-se numa das suas principais cidades. Aqui, em 775 sublevou-se contra Abderramão I, Alfate ibne Muça ibne Dulnune, e ergueu diversos edifícios, como termas e mesquita. Posteriormente, os príncipes de Uclés proclamar-se-iam reis da taifa de Toledo.
Após a conquista de Toledo (1085), Alcadir marchou para Cuenca (1085) e posteriormente para Valência (1086), onde foi  proclamado rei com a ajuda de Álvar Fáñez. Uclés e os domínios da cora de Santavariya ficaram sob a proteção de Afonso VI, que estabeleceu em Uclés uma guarnição própria, em representação teórica de Alcadir, mas controlada por Álvar Fáñez.
O chefe almorávida Ali ibne Iúçufe designou o seu irmão Tamim, governador de Granada, como chefe supremo do exército. Partiu de Granada na primeira dezena de maio de 1108 -última do Ramadão- dirigindo-se para Xaém, onde se incorporaram as tropas de Córdova mandadas por ibne Abi Ranque. Seguiram por Baeza onde, entre La Roda e Chinchilla, uniram-se o conquistador de Múrcia e Aledo, Abu Abedalá Maomé Aiça, e o de Valência, Abedalá ibne Fátima, com o fim de nenhuma das milícias ficarem isoladas quando se internassem no território inimigo.
O grande exército avançou, mal ordenado e desprovidos de máquinas de guerra, abertamente através da Meseta, saqueando e queimando os pequenos assentamentos cristãos que encontravam ao seu passo. Após vinte ou vinte e cinco dias de marcha chegaram a Uclés, a 27 de maio.
A última jornada foi galopante para surpreender, de manhã, os seus moradores. Cruzaram o rio Bedija, e tomaram a cidade estendida pela faldra leste do íngreme cerro, orientado de norte a sul, no qual estava encravada a antiga alcáçova árabe.
O ataque surpreendeu os habitantes, os quais pouco puderam fazer para evitar a destruição das partes baixas das defesas e o assalto. Os atacantes fizeram prisioneiros aos que não tiveram tempo de se refugiarem na alcáçova, que não chegou a ser tomada. No povoado fizeram estragos, assassinando, arrancando árvores, demolindo casas, destruindo a igreja, cruzes e estátuas, arrancaram os sinos substituindo-as por almuédões. Saquearam e ficaram mútuos presentes de prisioneiros. Os mudéjares locais receberam os assaltantes como libertadores descobrindo-lhes brechas e partes fechadas. Durante o dia seguinte, Quinta-Feira 28, centraram os seus esforços em atacar a alcáçova ocasionando danos, mas sem conseguir tomá-la.

## A reação cristã
Quando um espião cristão informou a Toledo que um exército almorávida se mobilizava e parecia dirigir-se para Toledo, o infante Sancho Alfónsez e os nobres que o acompanhavam enviaram emissários a Calatañazor, Alcalá e outros locais para recrutarem tropas e concentrá-las junto a Toledo.
| “ | Uma vez recrutadas as tropas, pela direção do exército almorávida, os cristãos entendem que este se dirige para Uclés e não para Toledo, assim as tropas cristãs encaminharam-se para Uclés, ao qual chegaram dois dias depois que as muçulmanas, depois de a população já ficar tomada, embora a alcáçova ainda resistia o assédio | ” |

 Afonso VI não pôde acudir à batalha, pois encontrava-se em Sahagún, recém casado e convalescente da ferida recebida em Salatrices. Ao comando das tropas cristãs ia o infante Sancho Alfónsez, acompanhado por Álvar Fáñez e sete condes que residiam com ele em Toledo.
Sancho era o único filho varão de Afonso VI, fruto das relações amorosas com a jovem e bela princesa Zaida. Do mesmo momento do seu nascimento foi reconhecido como herdeiro, designado a reinar nos domínios cristãos apesar de ter nascido fora do matrimônio e de a sua mãe ser moura. Seu pai assim o quis, fazendo figurar nos diplomas reais a partir de 1103 ostentando as denominações de puer, regis filius, infans, regnum electus patrifactum et Toletani imperatoris filius. No "quirógrafo da moeda", que é o último diploma no qual subscreve o infante, figura o dado de que seu pai lhe encomendara o governo de Toledo. Os cronistas dizem, referindo-se à sua idade, que era adhuc párvulo, que podia montar a cavalo mas era incapaz de se defender, pelo qual estaria em torno dos treze anos. Ao cuidado deste príncipe de duplo sangue, estava o conde de Nájera, García Ordóñez, a quem chamam Boqui torto bem como Crispim, a quem o rei lhe fez a encomenda especial de ser o direto responsável pela sua segurança.
Em Castela e Leão havia vinte e sete nobres e dezessete bispos, portanto os oito aristocratas reunidos em Uclés supunham um quinto dos recursos militares do reino, com uns efetivos de cerca de 3000 ou 3500 combatentes, entre cavaleiros, escudeiros, moços de cavalos, encarregados das diferentes remessas de provisões e efeitos e dos colonos do lugar recrutados.
Tamim pensou em retirar-se sem apresentar batalha, mas na noite da Quinta-Feira 28 a 29 de maio, um novo muçulmano desertor do exército cristão informou aos muçulmanos. Tamim celebrou conselho de guerra com os governadores de Múrcia e Valência, Ibn Aysa e Ibn Fatima, e acordaram dar batalha, mas antes asseguraram bem o acampamento ,reforçando a sua guarda e as suas defesas.

## A batalha
Não há unanimidade entre os diversos cronistas sobre o desenvolvimento da batalha, pelo qual é difícil a sua reconstrução. Seguimos o exposto por M. Salas, no capítulo La batalla de Uclés 1108, após analisar oito crônicas: quatro árabes e quatro cristãs.
À alba, da Sexta-Feira 29 de maio, saíram os muçulmanos ao passo dos castelhanos situando-se a pouca distância de Uclés, a sudoeste. Avançavam os cordoveses em vanguarda, as alas formadas pelas tropas de Múrcia e Valência, e o centro mandado por Tamim com os soldados granadinos.
Além disso, contavam com seteiros que combatiam em ordenadas filas paralelas. A tática de massas compactas e disciplinadas que agem em concordância era nova para os cristãos, afeitos aos encontros singulares. Os dois exércitos estavam à vista o um do outro, frente a frente.
As crônicas relatam os principais capitães do exército castelhano-leonês: o infante Sancho, Álvar Fáñez, o conde de Cabra, García Ordóñez, os alcaides de Toledo, Calatañazor e Alcalá de Henares, etc. A distribuição do exército castelhano-leonês parece que foi a seguinte: no centro Álvar Fáñez, num dos flancos (que foi o que cedeu) o infante Sancho acompanhado pelo conde García Ordóñez e alguns condes mais, e no outro flanco o restante dos condes.
As tropas cristãs atacaram, com a sua cavalaria pesada, as cordovesas, que iam em vanguarda, e provocaram neles um grande número de baixas. Os soldados cordoveses retrocederam  em ordem procurando o apoio da retaguarda de Tamim. Enquanto isso, as alas almorávidas, formadas pelos governadores de Múrcia e de Valência, com a sua cavalaria realizaram um movimento envolvente sobre as tropas castelhanas que, de repente, se encontraram com o seu acampamento tomado e atacadas pelos quatro costados, tal e qual ocorrera também na batalha de Zalaca. Era a tática bem conhecida por El Cid.
O desordem reinava nas filas cristãs, sem tempo para se defenderem por todas as frentes, incapazes de improvisar um plano de emergência provocando a fuga de uma tropa auxiliar de judeus. A situação tornou-se dramática e os esforços focaram-se em salvar o filho do rei. Diz D. Rodrigo Jiménez de Rada, ao que cópia e traduz a Primeira Crónica Geral: 
| “ | Como um inimigo ferira gravemente o cavalo que montava o infante Sancho, disse este ao Conde: 'Pai, pai, o cavalo que monto foi ferido'. Ao qual o conde respondeu: 'Aguarda, que também a ti te ferirão depois'. E, ao ponto, caiu o cavalo, e ao cair com ele o filho do rei, descavalgou o conde e colocou o infante entre o seu corpo e o escudo. O conde, como era muito bom cavaleiro, defendeu o infante por uma banda cobrindo-o com o escudo e pela outra com a espada, matando quantos mouros podia; mas por fim cortaram-lhe um pé e ao não poder ter-se, deixou-se cair sobre a criança porque falecesse ele antes da criança. | ” |

 É esta uma versão, dramática demais, que no máximo descreve apenas o primeiro ato da batalha.
O que não deixa claro a crônica cristã De rebus Hispaniae é se Sancho faleceu neste primeiro ato da batalha. Acredita-se que não faleceu neste momento. De estar entre os mortos na recontagem que se mandou fazer, a carta de Tamim não esqueceria relatar este fato, dada a importância da personagem.
Posteriormente, as tropas de Alfonso tiveram de se esforçar para conseguirem tirar o infante da batalha, pelo qual a fuga foi retrasada e aumentou o número dos falecidos para proteger a retirada do infante.
Os muçulmanos perseguiram os que escapavam da batalha e atingiram-nos por causa do lento cavalgar do infante Sancho, que devia estar ferido pela queda do cavalo. Outro fator que influiu em que os cristãos fossem atingidos consistiu em que estes usassem cavalaria pesada (muito forte na acometida inicial, mas torpe nas manobras e na fuga), enquanto os Almorávidas usaram cavalaria leve, experta em assaltar caravanas.
Ao chegar ao lugar denominado Sicuendes, houve uma escaramuça, pois os sete condes e os que os seguiam, ao serem atingidos, enfrentaram novamente os Almorávidas para proteger a fuga do infante e de alguns cavaleiros para o castelo de Belinchón. Enquanto isso, o grosso do exército, no comando de Álvar Fáñez, encontrou o caminho de salvação dirigindo-se para Toledo.
O infante Sancho Alfónsez, quer por ser muito jovem e estar cansado, quer por estar malferido por causa da queda do cavalo ou dos lances guerreiros, não pôde seguir o caminho dos que conseguiram escapar para Toledo e buscou refúgio no castelo de Belinchón, situado a 22,5 quilômetros de Uclés. Porém, os muçulmanos de Belinchón, ao conhecer que o exército almorávida estava perto e que nada tinham de temer  dos cristãos, sublevaram-se contra a escassa guarnição cristã e mataram o infante Sancho e os que acompanhavam.
Quando os que conseguiram fugir, chegaram a Toledo e apresentaram-se ante Afonso VI, não souberam responder à pergunta do rei: onde está o meu filho?, pois desconheciam que morrera em Belinchón.
O corpo do infante Sancho, seria recuperado depois e enterrado no mosteiro de Sahagún (Leão) junto à sua mãe.
A perda da estratégica fortificação de Uclés, a derrota do seu exército, tantos nobres desaparecidos e sobretudo a perda do seu filho, foi um duro golpe para o rei e a sua corte. No ano seguinte falecia.
O rio Bedija tingiu-se de vermelho e o campo ficou semeado de cadáveres. Segundo Marino Poves, “Bedija” significa "o rio da guerra santa" (wadi yihad) Os Almorávidas não fizeram prisioneiros. Os que não puderam fugir e ficaram feridos foram mortos. Cortaram-lhes a cabeça, somando perto de três mil, e com elas fizeram um macabro montículo desde o qual os muecins chamaram à oração pregoando a unidade de Alá, engrandecendo-o pela vitória.
Os de Uclés, sentindo-se a salvo, mantiveram-se na fortificação sem apoiar os seus correligionários no combate. Tamim, em vez de continuar o sítio do castelo, regressou apressadamente para Granada e deixou que os governadores de Múrcia e Valência acabassem de render a cidadela. Ao não disporem de máquinas de assédio e perante as dificuldades que oferecia aquele empinado penhasco com as suas muralhas, fingiram retirar-se, puseram celadas e, quando os sitiados evacuaram a fortificação e quiseram pôr-se a salvo, surpreenderam-nos matando uns e cativando outros.
À rebelião de Belinchón e a tomada de Uclés, seguiram a perda de Ocaña, Amasatrigo, Huete e Cuenca, o que facilitou ao emir Ali, dois anos depois, empreender uma campanha que finalizaria com a absorção de Saragoça pelo império almorávida.

## Consequências
As principais consequências da batalha de Uclés foram as seguintes:
O rei ficou sem um filho varão herdeiro dos seus reinos, o qual deu lugar a que o herdassem as suas filhas, Urraca e Teresa. As desavenças matrimoniais de Urraca com o seu marido, o rei Afonso I de Aragão e Navarra, ocasionaram lutas intestinas e adiaram a reconquista. Além disso, ocorreu a independência de Portugal, ao reclamar Teresa o condado português.
Os muçulmanos chamaram o lugar no que se travou a batalha de Sete Porcos. Mais tarde, o comendador de Uclés, Pedro Franco, mudou o nome por Siete Condes, vocábulo que derivou em Sicuendes. Com este nome foi erguido um pequeno povoado, atualmente desaparecido, entre Tribaldos e Villarrubio, cerca de seis quilômetros a sudoeste do castelo.

## Os sete condes
Os investigadores do século XX perguntaram-se pela identidade dos sete condes que acompanharam o infante Sancho Alfónsez e que faleceram em Sicuendes por protegê-lo. Reilly, revisando a coleção diplomática de Afonso VI, detecta aqueles personagens que confirmam os documentos reais antes de 1108 e que deixam de fazê-lo depois da batalha de Uclés. Entre eles encontravam-se os seguintes nobres que deveram perecer em Uclés: Martín Fláinez, neto do conde Fernando Flaínez, e o seu filho Gómez Martínez, Fernando Díaz, filho de Diogo Fernandes de Oviedo e cunhado do Cid, Diego Sánchez e o seu irmão Lope Sánchez, que era sobrinhos de Lope Jiménez. A eles tem-se de acrescentar o conde de Nájera, García Ordóñez, aio do infante.